# Bohumír Kobliha
Bohumír Kobliha (26. října 1902 v Přerově - 20. března 1981 v Přerově)) byl důstojníkem prvorepublikové československé armády a topografem. Po vypuknutí druhé světové války se jako vševojskový velitel v bojových jednotkách účastnil západního zahraničního odboje. Do vlasti se vrátil po skončení druhé světové války jako důstojník s frontovými zkušenostmi. V hodnosti plukovníka generálního štábu se Bohumír Kobliha stal prvním poválečným velitelem Vojenského zeměpisného ústavu (VZÚ) v Praze. Po Únoru 1948 byl převelen do zálohy a počátkem roku 1949 byl zatčen a obviněn z účasti na zločinech velezrady a vyzvědačství. Ve vykonstruovaném procesu byl odsouzen k deseti měsícům těžkého žaláře. Ten mu byl v roce 1950 prodloužen na tři roky vězení, které prožil prací v uranových dolech. Současně byl potrestán ztrátou vojenské hodnosti a zabavením majetku. Po odpykání trestu pracoval jako pomocný dělník a poté jako úředník (až do odchodu do důchodu v roce 1965) u Pozemních staveb Přerov. V roce 1970 se Bohumír Kobliha pokusil o svoji vojenskou rehabilitaci, která skončila nezdarem. Rehabilitovat se jej podařilo až po jeho smrti (1981) a po Sametové revoluci v roce 1991 na základě žádosti podané jeho manželkou. Bohumír Kobliha byl rehabilitován v plném rozsahu včetně navrácení vojenské hodnosti - plukovník generálního štábu. V roce 1995 byl povýšen (in memoriam) do hodnosti generálmajora.

## Životopis

### Studia a začátky vojenské kariéry
Bohumír Kobliha se narodil 26. října 1902 v Přerově. Absolvoval čtyři třídy gymnázia a Vyšší hospodářskou školu. Středoškolská studia ukončil maturitou v roce 1920. Po dobrovolném odvodu a základním výcviku vykonával vojenskou základní službu u 6. "Hanáckého" pluku v Olomouci a ve výcvikovém středisku v Milovicích. Díky své fyzické kondici a dalším "vojenským" předpokladům a schopnostem byl vybrán ke studiu na nově zřizované Vojenské akademii v Hranicích. Studium na Vojenské akademii ukončil v roce 1922 s hodností poručíka pěchoty. V roce 1923 absolvoval pěchotní školu v Milovicích. Ve funkci velitele čety (a zanedlouho ve funkci velitele roty) prošel několika posádkami na Moravě, na Slovensku a v Podkarpatské Rusi. Jako topograf se účastnil vojenských mapování.

### Ve Vojenském zeměpisném ústavu (1926 - 1931)
V roce 1926 byl vyslán do topografického kurzu ve Vojenském zeměpisném ústavu (VZÚ) v Praze.  Tuto topografickou školu ukončil v roce 1927. Silný zájem o geodézii a mapování způsobil, že byl Bohumír Kobliha (v hodnosti nadporučíka) ponechán po dobu čtyř let (1927 - 1931) ve Vojenském zeměpisném ústavu (VZÚ). Jako topograf se zde Bohumír Kobliha až do roku 1931 podílel na topografickém mapování Československa.

### Vysoká škola válečná a vojenské zkušenosti v prvorepublikové československé armádě
Po ukončení praxe ve Vojenském zeměpisném ústavu (VZÚ) nastoupil ke studiu (1931 až 1934) na Vysoké škole válečné v Praze. Tuto školu absolvoval s výborným prospěchem v roce 1934. Jako důstojník generálního štábu pak následně pracoval ve štábu velitelství divize, později pak působil ve funkci přednosty operačního oddělení VI. sboru v Košicích. V roce 1937 byl ustanoven přednostou operačního oddělení štábu armádního sboru. V roce 1938 - v období všeobecné mobilizace - zastával (v hodnosti majora) funkci náčelníka štábu "Skupiny M-střed". (Jejím úkolem byla obrana Košic z jižního směru.) Po evakuaci Košic a poté prakticky až do začátku okupace Československa (15. březen 1939) pracoval Bohumír Kobliha ve štábu VI. sboru na Slovensku.

### Odchod z protektorátu
Po okupaci Československa a vyhlášení Protektorátu Čechy a Morava byla československé prvorepubliková armáda na jaře 1939 rozpuštěna. Bohumír Kobliha se vrátil do Přerova. Ještě v témže roce (o Vánocích 1939) se rozhodl tajně opustit protektorát, odejít do zahraničí a tam se zapojit do odbojových vojenských struktur. Přejít ilegálně (přes Slovensko) maďarskou hranici se Bohumíru Koblihovi podařilo až na třetí pokus a to v lednu 1940. Byl již téměř na jugoslávské hranici, když byl Maďary zadržen. Po tříměsíčním věznění byl vrácen zpět na Slovensko. Další pokus (v přestrojení a s falešným pasem na jméno jugoslávského důstojníka) byl korunován úspěchem. Bohumír Kobliha dorazil konečně 15. června 1940 do Bělehradu, kde se na francouzském velvyslanectví (29. června 1940) stal příslušníkem československé zahraniční armády. Týden poté odjel přes Řecko a Turecko do Bejrútu.

### V zahraničních jednotkách
V roce 1940 se Bohumír Kobliha stal velitelem roty a pak i praporu československé jednotky na Středním východě. Jednalo se o rotu doprovodných zbraní, která vznikla po vytvoření "Československého pěšího praporu 11. – Východního". V rámci svého zahraničního vojenského působení se Bohumír Kobliha účastnil válečných tažení:
- v Západní poušti Marsa Matrúh (na britsko-italské frontě);
- v Sýrii (Merdjayon) a zejména pak
- obrany strategického přístavu Tobruku (22. října 1941 až 7. dubna 1942).

Právě při obraně Tobruku se Bohumír Kobliha vyznamenal nejen jako velitel doprovodných zbraní ale i jako topograf. Při nedostatku podrobných map byla jeho práce (při zdokonalování obranného systému) přínosem pro celou obranu Tobruku (zejména pro dělostřelectvo).
Brzy se u nás začalo debatovat. Pokud si pamatuji, první s tím přišel major Kobliha jako starý topograf, že děla nestojí na stejné úrovni a jejich náměr by měl být upraven podle toho. I začalo se reformovat. Kobliha obcházel stanoviště, měřil, vypočítával, občas hudroval, radil.

armádní generál Karel Klapálek, O práci topografa Bohumíra Koblihy v knize Ozvěny bojů (strana 149), 
V hodnosti majora byl Bohumír Kobliha jmenován velitelem 500. praporu, který byl začleněn do „200. československého lehkého protiletadlového pluku – Východního“. (Stalo se tak poté, co byl 11. československý pěší prapor stažen z Tobruku, přesunut do Palestiny a reorganizován na „200. československý lehký protiletadlový pluk – Východní“.) V rámci nové jednotky se Bohumír Kobliha (od prosince 1942) opakovaně účastnil protiletadlové obrany Tobruku.
Po porážce sboru Erwina Rommela v Africe byla ukončena i činnost skupiny československé armády na Středním východě a vojáci i velitelé zde působící mohli přejít k československé jednotce do Sovětského svazu. Odchod majora Bohumíra Koblihy do SSSR se ale neuskutečnil, protože byl povolán do hlavního štábu v Londýně. Po námořním přesunu (obeplutí Jižní Afriky) do Velké Británie se Bohumír Kobliha stal (v hodnosti podplukovníka) přednostou jednoho z oddělení československého hlavního štábu v Londýně. Na této pozici (důstojník pro vybudování branné moci) setrval až do odletu do osvobozené vlasti.

### Zpátky ve vlasti (léta 1948–1949)
Od 1. června 1945 do 15. dubna 1948 působil plukovník Bohumír Kobliha jako velitel Vojenského zeměpisného ústavu (VZÚ) v Praze.  Po roce 1945 byl příslušníkem štábu hlavního velitelství pro vybudování československé branné moci.
Po Únoru 1948 se stal plukovník Bohumír Kobliha - účastník západní části československého zahraničního odboje - velitelem ideově "nespolehlivým"  a byla mu (17. dubna 1948) udělena "dovolená na neurčito" a následně - k posledním květnovému dni roku 1948 (31. května 1948) - byl převeden do zálohy.  Dalším jeho působištěm se stal Státní ústav archeologický. (Československý Archeologický ústav)

### Zatčení, obvinění, věznění, ...
Bohumír Kobliha byl zatčen 16. března 1949. Následně byl uvězněn, vyslýchán, obviněn (z účasti na zločinech velezrady a vyzvědačství) a odsouzen (ve vykonstruovaném procesu) k deseti měsícům těžkého žaláře. Perzekuce pokračovala v roce 1950, kdy byl Bohumíru Koblihovi jeho trest zvýšen na tři roky těžkého žaláře. Zároveň byl zbaven vojenské hodnosti (13. dubna 1950), byl mu zabaven majetek a pozbyl (na dobu tří let) svých občanských práv. Během věznění pracoval v několika uranových dolech. Když byl konečně propuštěn, živil se (po roce 1954) jako pomocný dělník. Nakonec (vzhledem ke zdravotnímu stavu) pracoval až do svého odchodu do důchodu (1. května 1965) v administrativě Pozemních staveb Přerov.

### Rehabilitace
V roce 1968 zahájila rehabilitační komise Českého svazu bojovníků za svobodu první pokus o rehabilitaci Bohumíra Koblihy. V roce 1970 pak další pokus zahájil sám Bohumír Kobliha podáním žádosti "o vojenskou rehabilitaci" a to přímo u Ministerstva národní obrany. Ani jedna z žádostí o rehabilitaci nebyla úspěšná.

### Mezi roky 1970 - 1981
Bohumír Kobliha pracoval ve výboru Svazu protifašistických bojovníků v Přerově, pomáhal MěNV při řešení otázek týkajících se životního prostředí a ve volném čase se věnoval malování české přírody. Zemřel 20. března 1981. Generálmajor Bohumír Kobliha je pohřben v rodinném hrobě na hřbitově v Přerově (válečný hrob K - III. - 11)

### Po Sametové revoluci
Manželka Bohumíra Koblihy po roce 1989 opětovně požádala o rehabilitaci svého manžela a v roce 1991 centrální rehabilitační komise ministerstva obrany ocenila zásluhy plukovníka generálního štábu Bohumíra Koblihy v boji za osvobození republiky i činnost při výstavbě armády. Na návrh této komise tehdejší ministr obrany ČSFR dovršil rehabilitaci Bohumíra Koblihy (v plném rozsahu) a to včetně vrácení ("in memoriam") jeho vojenské hodnosti - plukovník generálního štábu.
V roce 1993 byl plukovník generálního štábu Bohumír Kobliha "in memoriam" povýšen do hodnosti generálmajor.

### Vyznamenání
- Za mimořádné služby byl majoru Bohumíru Koblihovi (rozkazem ze dne 20. ledna 1942) udělen "Československý válečný kříž 1939".[7]
- Bohumír Kobliha byl nositelem dvou československých válečných křížů, britského válečného kříže, medaile Za chrabrost a dalších vyznamenání.[8]